# Sebastián Martínez y Pérez (obraz Francisca Goi)
Sebastián Martínez y Pérez (hiszp. Sebastián Martínez y Pérez) – obraz olejny hiszpańskiego malarza Francisca Goi (1746–1828) przedstawiający jego przyjaciela, Sebastiána Martíneza. 

## Okoliczności powstania
Sebastián Martínez y Pérez (1747–1800) był zamożnym kupcem pochodzącym z północno-wschodniej Hiszpanii, a jednocześnie mecenasem sztuki i człowiekiem oświecenia. Był bliskim przyjacielem Goi. Malarz spędził w jego domu w Kadyksie niemal pół roku, kiedy podróżując do Andaluzji poważnie zachorował. Na krótko przed przyjazdem do Kadyksu (prawdopodobnie przed atakiem choroby) Goya namalował portret Martineza, który kupiec otrzymał w prezencie.

## Opis obrazu
W 1792 roku Martínez miał 44 lata, w okresie od maja do lipca przebywał w Madrycie. Goya przedstawił jego profil na neutralnym tle, kupiec siedzi na krześle z twarzą zwróconą w kierunku widza. Ubrany jest w eleganckie żółte spodnie ze srebrnymi guzikami i klamrami oraz jedwabny, pasiasty żakiet, według angielskiej mody. Ubranie świadczy o jego statusie, ponadto nawiązuje do faktu, że Martínez handlował jedwabiem. Kolor żakietu oddano za pomocą niebieskich laserunków. Na trzymanej w dłoni kartce widnieje inskrypcja: Dn Sebastian / Martinez / Por su Amigo / Goya / 1792 (Don Sebastián Martínez, przez jego przyjaciela Goyę, 1972). Róg kartki jest zawinięty, druga strona wskazuje na to, że Martinez spogląda na rysunek lub rycinę – rodzaj dzieł, które z zapałem kolekcjonował. Spokojne spojrzenie kupca wyraża pogodę ducha, wraz z harmonijnymi, żywymi kolorami podkreśla łączącą ich przyjaźń.

## Proweniencja
Portret należał do Martineza aż do jego śmierci w 1800 roku. Odziedziczyła go jego córka Catalina, a następnie jej córka Josefa. Obraz był w posiadaniu męża Josefy aż do jego śmierci w 1829 roku. Na początku XX wieku obraz pojawił się u madryckich marszandów (Salcedo Nijo Co.), a następnie w Nowym Jorku (M. Knoedler & Co.) w latach 1905–1906. W 1906 roku kurator Roger Fry nabył obraz dla Metropolitan Museum of Art, gdzie obecnie się znajduje.